# Campionato mondiale di hockey su prato femminile 1981

## Formula
12 squadre sono state inserite inizialmente in due gironi composti da 6 squadre ciascuno, in cui ogni squadra ha affrontato le altre appartenenti allo stesso girone. Le prime due di ogni gruppo si sono qualificate alle semifinali del torneo a eliminazione diretta. Le due vincenti delle semifinali si sono affrontate nella finalissima per la medaglia d'oro, mentre le due perdenti hanno disputato la finale 3º-4º posto, che assegna la medaglia di bronzo.

## Risultati

### Fase preliminare
Le migliori due squadre di ogni gruppo passano alle semifinali.
|  | Qualificate alle semifinali |
|  | Eliminate                   |

#### Gruppo A
| Squadra          | Pt | PG | V | P | S | GF | GS | Diff.za |
| ---------------- | -- | -- | - | - | - | -- | -- | ------- |
| Germania Ovest   | 10 | 5  | 5 | 0 | 0 | 18 | 2  | 16      |
| Unione Sovietica | 6  | 5  | 3 | 0 | 2 | 15 | 4  | 11      |
| Argentina        | 6  | 5  | 3 | 0 | 2 | 12 | 9  | 3       |
| Giappone         | 4  | 1  | 2 | 0 | 3 | 9  | 16 | −7      |
| Messico          | 4  | 5  | 1 | 0 | 4 | 7  | 15 | −8      |
| Francia          | 0  | 5  | 1 | 0 | 4 | 5  | 20 | −15     |

#### Partite Gruppo A
| Buenos Aires 27 marzo 1981, ore 00:00 UTC-3 Incontro 1 | Argentina | 2 – 3 referto | Giappone |  |

| Buenos Aires 27 marzo 1981, ore 00:00 UTC-3 Incontro 2 | Unione Sovietica | 5 – 0 referto | Francia |  |

| Buenos Aires 27 marzo 1981, ore 00:00 UTC-3 Incontro 3 | Germania Ovest | 2 – 0 referto | Messico |  |

| Buenos Aires 28 marzo 1981, ore 00:00 UTC-3 Incontro 7 | Giappone | 0 – 5 referto | Unione Sovietica |  |

| Buenos Aires 28 marzo 1981, ore 00:00 UTC-3 Incontro 8 | Messico | 1 – 6 referto | Argentina |  |

| Buenos Aires 28 marzo 1981, ore 00:00 UTC-3 Incontro 9 | Germania Ovest | 5 – 1 referto | Francia |  |

| Buenos Aires 29 marzo 1981, ore 00:00 UTC-3 Incontro 13 | Messico | 4 – 1 referto | Francia |  |

| Buenos Aires 29 marzo 1981, ore 00:00 UTC-3 Incontro 14 | Argentina | 2 – 0 referto | Unione Sovietica |  |

| Buenos Aires 29 marzo 1981, ore 00:00 UTC-3 Incontro 15 | Germania Ovest | 4 – 1 referto | Giappone |  |

| Buenos Aires 31 marzo 1981, ore 00:00 UTC-3 Incontro 19 | Francia | 0 – 2 referto | Argentina |  |

| Buenos Aires 31 marzo 1981, ore 00:00 UTC-3 Incontro 20 | Germania Ovest | 2 – 0 referto | Unione Sovietica |  |

| Buenos Aires 31 marzo 1981, ore 00:00 UTC-3 Incontro 21 | Giappone | 1 – 2 referto | Messico |  |

| Buenos Aires 1 aprile 1981, ore 00:00 UTC-3 Incontro 25 | Unione Sovietica | 5 – 0 referto | Messico |  |

| Buenos Aires 1 aprile 1981, ore 00:00 UTC-3 Incontro 26 | Germania Ovest | 5 – 0 referto | Argentina |  |

| Buenos Aires 1 aprile 1981, ore 00:00 UTC-3 Incontro 27 | Francia | 3 – 4 referto | Giappone |  |

#### Gruppo B
| Squadra     | Pt | PG | V | P | S | GF | GS | Diff.za |
| ----------- | -- | -- | - | - | - | -- | -- | ------- |
| Paesi Bassi | 10 | 5  | 5 | 0 | 0 | 20 | 0  | 20      |
| Australia   | 8  | 5  | 4 | 0 | 1 | 15 | 3  | 12      |
| Canada      | 6  | 5  | 3 | 0 | 2 | 8  | 10 | −2      |
| Belgio      | 4  | 5  | 2 | 0 | 3 | 5  | 12 | −7      |
| Spagna      | 1  | 5  | 0 | 1 | 4 | 0  | 10 | −10     |
| Austria     | 1  | 5  | 0 | 1 | 4 | 2  | 15 | −13     |

#### Partite Gruppo B
| Buenos Aires 27 marzo 1981, ore 00:00 UTC-3 Incontro 4 | Australia | 6 – 0 referto | Austria |  |

| Buenos Aires 27 marzo 1981, ore 00:00 UTC-3 Incontro 5 | Paesi Bassi | 7 – 0 referto | Belgio |  |

| Buenos Aires 27 marzo 1981, ore 00:00 UTC-3 Incontro 6 | Canada | 3 – 0 referto | Spagna |  |

| Buenos Aires 28 marzo 1981, ore 00:00 UTC-3 Incontro 10 | Belgio | 1 – 2 referto | Canada |  |

| Buenos Aires 28 marzo 1981, ore 00:00 UTC-3 Incontro 11 | Austria | 0 – 0 referto | Spagna |  |

| Buenos Aires 28 marzo 1981, ore 00:00 UTC-3 Incontro 12 | Paesi Bassi | 2 – 0 referto | Australia |  |

| Buenos Aires 29 marzo 1981, ore 00:00 UTC-3 Incontro 16 | Paesi Bassi | 4 – 0 referto | Canada |  |

| Buenos Aires 29 marzo 1981, ore 00:00 UTC-3 Incontro 17 | Belgio | 3 – 1 referto | Austria |  |

| Buenos Aires 29 marzo 1981, ore 00:00 UTC-3 Incontro 18 | Australia | 3 – 0 referto | Spagna |  |

| Buenos Aires 31 marzo 1981, ore 00:00 UTC-3 Incontro 22 | Spagna | 0 – 1 referto | Belgio |  |

| Buenos Aires 31 marzo 1981, ore 00:00 UTC-3 Incontro 23 | Australia | 4 – 1 referto | Canada |  |

| Buenos Aires 31 marzo 1981, ore 00:00 UTC-3 Incontro 24 | Paesi Bassi | 4 – 0 referto | Austria |  |

| Buenos Aires 1 aprile 1981, ore 00:00 UTC-3 Incontro 28 | Australia | 2 – 0 referto | Belgio |  |

| Buenos Aires 1 aprile 1981, ore 00:00 UTC-3 Incontro 29 | Paesi Bassi | 3 – 0 referto | Spagna |  |

| Buenos Aires 1 aprile 1981, ore 00:00 UTC-3 Incontro 30 | Canada | 2 – 1 referto | Austria |  |

### Classifica dal quinto al dodicesimo posto
|  | Eliminatorie | Eliminatorie | Eliminatorie |        |         | 9º classificato  | 9º classificato  | 9º classificato  |  |
|  |              |              |              |        |         |                  |                  |                  |  |
|  | Spagna       | Spagna       | 2            |        |         |                  |                  |                  |  |
|  | Spagna       | Spagna       | 2            |        |         |                  |                  |                  |  |
|  | Messico      | Messico      | 0            |        |         |                  |                  |                  |  |
|  | Messico      | Messico      | 0            |        | Francia | Francia          | 2                |                  |  |
|  |              |              |              |        | Francia | Francia          | 2                |                  |  |
|  |              |              | Spagna       | Spagna | 0       |                  |                  |                  |  |
|  | Francia      | Francia      | Spagna       | Spagna | 0       | 1                |                  |                  |  |
|  | Francia      | Francia      |              |        |         | 1                |                  |                  |  |
|  | Austria      | Austria      | 0            |        |         | 11º classificato | 11º classificato | 11º classificato |  |
|  | Austria      | Austria      | 0            |        |         |                  |                  |                  |  |
|  |              |              |              |        |         |                  |                  |                  |  |
|  |              |              |              |        |         | Messico          | Messico          | 1                |  |
|  |              |              |              |        |         | Messico          | Messico          | 1                |  |
|  |              |              |              |        |         | Austria          | Austria          | 0                |  |

#### Eliminatorie
| Buenos Aires 3 aprile 1981, ore 00:00 UTC-3 Incontro | Spagna | 2 – 0 referto | Messico |  |

| Buenos Aires 3 aprile 1981, ore 00:00 UTC-3 Incontro | Francia | 1 – 0 referto | Austria |  |

#### Undicesimo e dodicesimo posto
| Buenos Aires 5 aprile 1981, ore 00:00 UTC-3 Incontro | Messico | 1 – 0 referto | Austria |  |

#### Nono e decimo
| Buenos Aires 5 aprile 1981, ore 00:00 UTC-3 Incontro | Francia | 2 – 0 referto | Spagna |  |

|  | Eliminatorie | Eliminatorie | Eliminatorie |           |        | 5º classificato | 5º classificato | 5º classificato |  |
|  |              |              |              |           |        |                 |                 |                 |  |
|  | Argentina    | Argentina    | 3            |           |        |                 |                 |                 |  |
|  | Argentina    | Argentina    | 3            |           |        |                 |                 |                 |  |
|  | Belgio       | Belgio       | 1            |           |        |                 |                 |                 |  |
|  | Belgio       | Belgio       | 1            |           | Canada | Canada          | 3               |                 |  |
|  |              |              |              |           | Canada | Canada          | 3               |                 |  |
|  |              |              | Argentina    | Argentina | 0      |                 |                 |                 |  |
|  | Canada       | Canada       | Argentina    | Argentina | 0      | 3               |                 |                 |  |
|  | Canada       | Canada       |              |           |        | 3               |                 |                 |  |
|  | Giappone     | Giappone     | 1            |           |        | 7º classificato | 7º classificato | 7º classificato |  |
|  | Giappone     | Giappone     | 1            |           |        |                 |                 |                 |  |
|  |              |              |              |           |        |                 |                 |                 |  |
|  |              |              |              |           |        | Giappone        | Giappone        | 1 (4)           |  |
|  |              |              |              |           |        | Giappone        | Giappone        | 1 (4)           |  |
|  |              |              |              |           |        | Belgio          | Belgio          | 1 (2)           |  |

#### Eliminatorie
| Buenos Aires 3 aprile 1981, ore 00:00 UTC-3 Incontro | Argentina | 3 – 1 referto | Belgio |  |

| Buenos Aires 3 aprile 1981, ore 00:00 UTC-3 Incontro | Canada | 3 – 1 referto | Giappone |  |

#### Settimo e ottavo
| Buenos Aires 5 aprile 1981, ore 00:00 UTC-3 Incontro | Giappone       | 1 – 1 referto                             | Belgio |  |
| \| \| \| \| \| \| Shootout 4 – 2 \| \|               |                |                                           |        |  |
|                                                      |                |                                           |        |  |
| Segnato · Sbagliato · Segnato · Segnato · Segnato    | Shootout 4 – 2 | Segnato · Sbagliato · Segnato · Sbagliato |        |  |

#### Quinto e sesto
| Buenos Aires 5 aprile 1981, ore 00:00 UTC-3 Incontro | Canada | 3 – 0 referto | Argentina |  |

### Fase a eliminazione diretta

#### Tabellone
|  | Semifinali       | Semifinali       | Semifinali  |             |                | Finale           | Finale           | Finale          |  |
|  |                  |                  |             |             |                |                  |                  |                 |  |
|  | Paesi Bassi      | Paesi Bassi      | 7           |             |                |                  |                  |                 |  |
|  | Paesi Bassi      | Paesi Bassi      | 7           |             |                |                  |                  |                 |  |
|  | Unione Sovietica | Unione Sovietica | 3           |             |                |                  |                  |                 |  |
|  | Unione Sovietica | Unione Sovietica | 3           |             | Germania Ovest | Germania Ovest   | 1 (3)            |                 |  |
|  |                  |                  |             |             | Germania Ovest | Germania Ovest   | 1 (3)            |                 |  |
|  |                  |                  | Paesi Bassi | Paesi Bassi | 1 (1)          |                  |                  |                 |  |
|  | Germania Ovest   | Germania Ovest   | Paesi Bassi | Paesi Bassi | 1 (1)          | 2                |                  |                 |  |
|  | Germania Ovest   | Germania Ovest   |             |             |                | 2                |                  |                 |  |
|  | Australia        | Australia        | 1           |             |                | Finale 3º posto  | Finale 3º posto  | Finale 3º posto |  |
|  | Australia        | Australia        | 1           |             |                |                  |                  |                 |  |
|  |                  |                  |             |             |                |                  |                  |                 |  |
|  |                  |                  |             |             |                | Unione Sovietica | Unione Sovietica | 5               |  |
|  |                  |                  |             |             |                | Unione Sovietica | Unione Sovietica | 5               |  |
|  |                  |                  |             |             |                | Australia        | Australia        | 1               |  |

#### Semifinali
| Buenos Aires 3 aprile 1981, ore 00:00 UTC-3 Incontro | Paesi Bassi | 7 – 3 referto | Unione Sovietica |  |

| Buenos Aires 3 aprile 1981, ore 00:00 UTC-3 Incontro | Germania Ovest | 2 – 1 referto | Australia |  |

#### Finale per il terzo posto
| Buenos Aires 5 aprile 1981, ore 00:00 UTC-3 Incontro | Unione Sovietica | 5 – 1 referto | Australia |  |

#### Finale
| Buenos Aires 5 aprile 1981, ore 00:00 UTC-3 Incontro | Germania Ovest | 1 – 1 referto                               | Paesi Bassi |  |
| \| \| \| \| \| \| Shootout 3 – 1 \| \|               |                |                                             |             |  |
|                                                      |                |                                             |             |  |
| Segnato · Sbagliato · Segnato · Segnato              | Shootout 3 – 1 | Segnato · Sbagliato · Sbagliato · Sbagliato |             |  |

| Campione del mondo di Hockey su prato femminile del 1981 |
| -------------------------------------------------------- |
| Germania dell'Ovest 2º titolo                            |

## Squadra vincitrice
| Giocatore        | Status     |
| ---------------- | ---------- |
| Gaby Appel       | Giocatrice |
| Silke Birkenfeld | Giocatrice |
| Ingrid Bruckert  | Giocatrice |
| Steffi Burger    | Giocatrice |
| Elke Drull       | Giocatrice |
| Birgit Hagen     | Giocatrice |
| Karen Haude      | Giocatrice |
| Martina Koch     | Giocatrice |
| Sigrid Landgraf  | Giocatrice |
| Corinna Lingnau  | Giocatrice |
| Doris Mathei     | Giocatrice |
| Dorothea Marx    | Giocatrice |
| Christina Moser  | Giocatrice |
| Gudrun Neumann   | Giocatrice |
| Eva Pagels       | Giocatrice |
| Susi Schmid      | Giocatrice |

## Statistiche

### Classifica finale
| Classifica | Nazionale        |
| ---------- | ---------------- |
| Oro        | Germania Ovest   |
| Argento    | Paesi Bassi      |
| Bronzo     | Unione Sovietica |
| 4          | Australia        |
| 5          | Canada           |
| 6          | Argentina        |
| 7          | Giappone         |
| 8          | Belgio           |
| 9          | Francia          |
| 10         | Spagna           |
| 11         | Messico          |
| 12         | Austria          |